# Waterkrachtcentrale Stalon
De Waterkrachtcentrale Stalon (Zweeds: Stalons kraftstation) is een waterkrachtcentrale in de bovenloop van de Ångermanälven binnen de gemeente Vilhelmina. De centrale is gebouwd op de plaats waar de Kultsjöån het Malgomaj instroomt, doch wordt gevoed door een tunnel vanuit het Kultsjö. De waterkrachtcentrale uit 1961 levert in 2009 548 GWh per jaar. Het kreeg haar naam van het dorpje Stalon. Er zijn plannen om meer water naar de krachtcentrale te leiden; dat zou moeten gebeuren via een 23,5 kilometer lange leiding vanuit Vikenviken.